# Filmduk

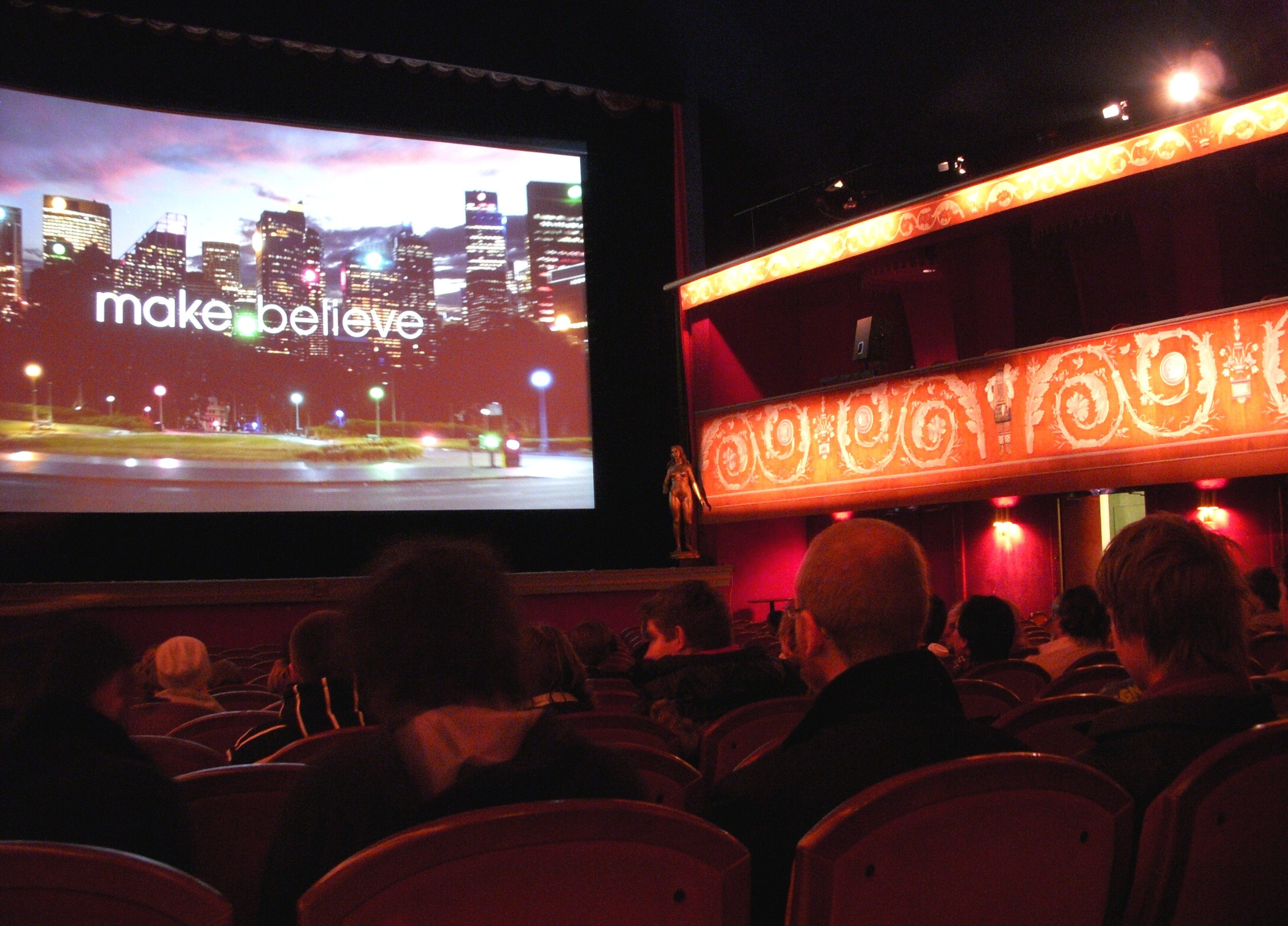
Filmduk på Skandia-Teatern i Stockholm

Filmduk är en installation som består av en blank yta för att visa en projekterad bild för en publik. Filmdukar kan vara permanenta installationer som till exempel i en biograf, målade på en vägg eller mobila skärmar som kan flyttas runt eller fällas ner från till exempel taket.
Vita och gråa färger används nästan uteslutande på dukarna för att undvika missfärgningar på bilden. Dukarna kan vara antingen helt platta eller böjda för att passa ihop med optiken i projektorn. Utöver det kan duken vara designad för projektion från, framför eller bakom duken. 
Tab tension är en funktion till filmduken som innebär att den automatiskt sträcks ut i alla riktningar när den rullas ner, och på så vis blir helt slät.